# Station Highbridge and Burnham
Highbridge and Burnham is een spoorwegstation van National Rail in Sedgemoor in Engeland. Het station is eigendom van Network Rail en wordt beheerd door Great Western Railway. 